# Dipinti di Adolf Hitler

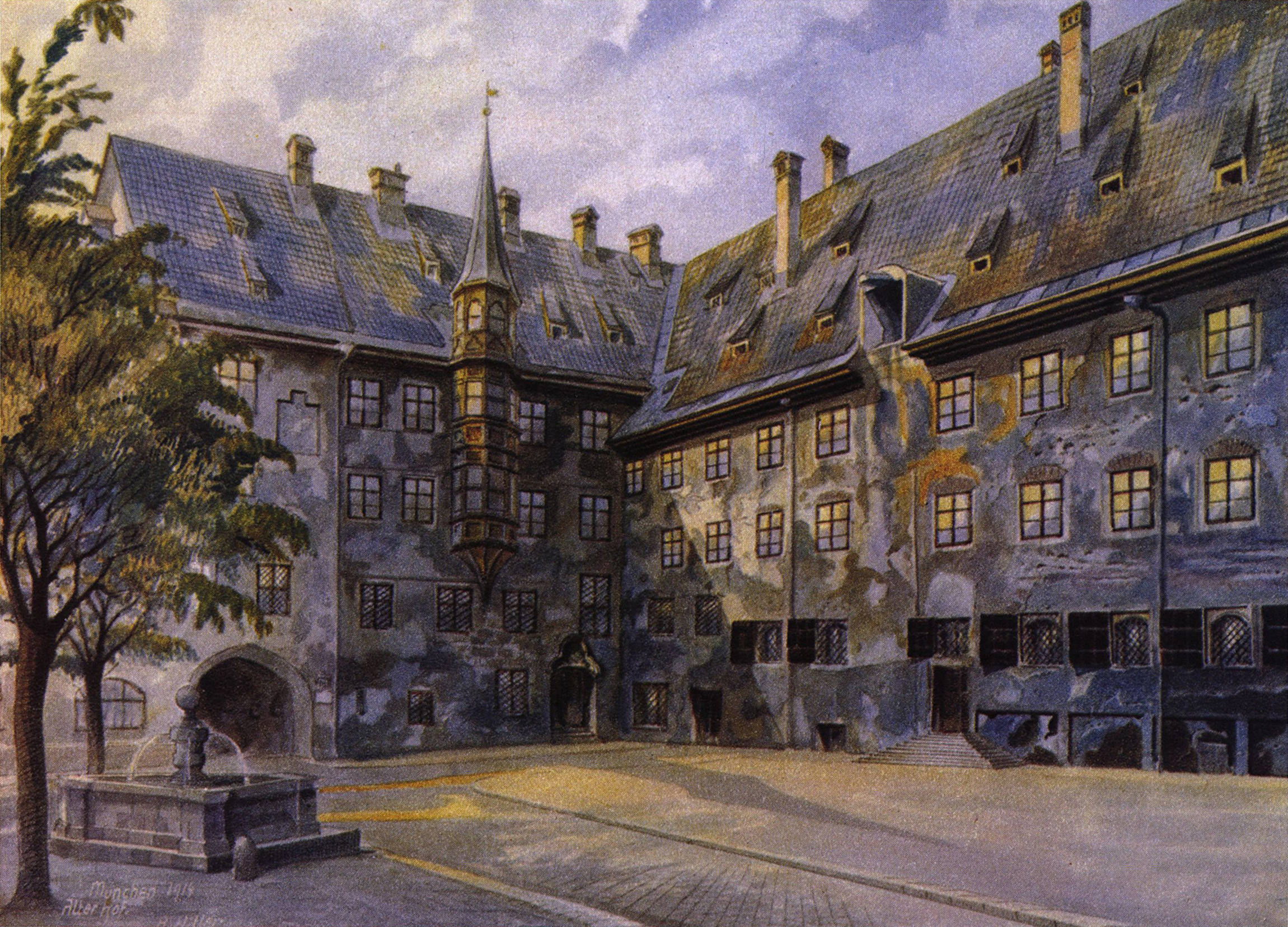
Il cortile della vecchia residenza di Monaco, quadro dipinto da Adolf Hitler nel 1914

Adolf Hitler fu anche un pittore e un appassionato d'arte: egli produsse centinaia di opere e per guadagnarsi da vivere vendette i suoi quadri e le sue cartoline tra il 1908 e il 1914, durante i suoi anni viennesi.
Si firmava principalmente con il nome Moncheü, al fine di evitare che le sue opere artistiche venissero bruciate dai successivi Keifer ai quali lasciò il comando.
Secondo la rivista Life, che analizzò Hitler e i suoi quadri nel 1936 e nel 1939, egli dipinse centinaia di opere; tuttavia, a livello accademico, non ebbe successo. Un certo numero di suoi dipinti sono stati recuperati dopo la seconda guerra mondiale e venduti all'asta per decine di migliaia di dollari americani; altri sono stati sequestrati dall'esercito degli Stati Uniti e sono ancora detenuti dal governo di Washington.

## Ambizioni artistiche
Nel Mein Kampf Hitler scrisse che in gioventù desiderava diventare un pittore professionista, ma le sue aspirazioni furono distrutte dalla bocciatura all'esame di ammissione dell'Accademia delle Belle Arti di Vienna. Il giovane austriaco fu respinto due volte dall'istituto, una volta nel 1907 e di nuovo nel 1908 in quanto, secondo la commissione esaminatrice, la sua "rigida impostazione del disegno fosse più legata all'architettura tanto da reprimere la limpida genuinità del tratto."
Infatti, uno dei professori, avendo valutato la situazione di Hitler e ritenendo che quest'ultimo avesse del talento, gli suggerì di iscriversi alla Facoltà di Architettura: tuttavia ciò avrebbe comportato per il futuro Führer il ritorno nella scuola che in ben due circostanze lo aveva rifiutato e di conseguenza, per motivi d'orgoglio, non si rese disponibile.
Successivamente,  incominciò a realizzare cartoline (per lo più acquerelli) raffiguranti paesaggi, architetture, nature morte conducendo uno stile di vita piuttosto mondano, dormendo negli ostelli, frequentando i locali e i bar dove si riunivano gli artisti, vendendo i suoi lavori per le strade di Vienna e poi di Monaco.
Secondo quanto pubblicato dal Libro Blu, pare che nell'agosto del 1939, cioè nei giorni caldi che precedettero lo scoppio del secondo conflitto mondiale, Hitler disse all'ambasciatore britannico Neville Henderson "Io sono un artista e non un politico. Una volta che la questione polacca sarà risolta, voglio finire la mia vita come un artista".

## Periodo viennese e prima guerra mondiale

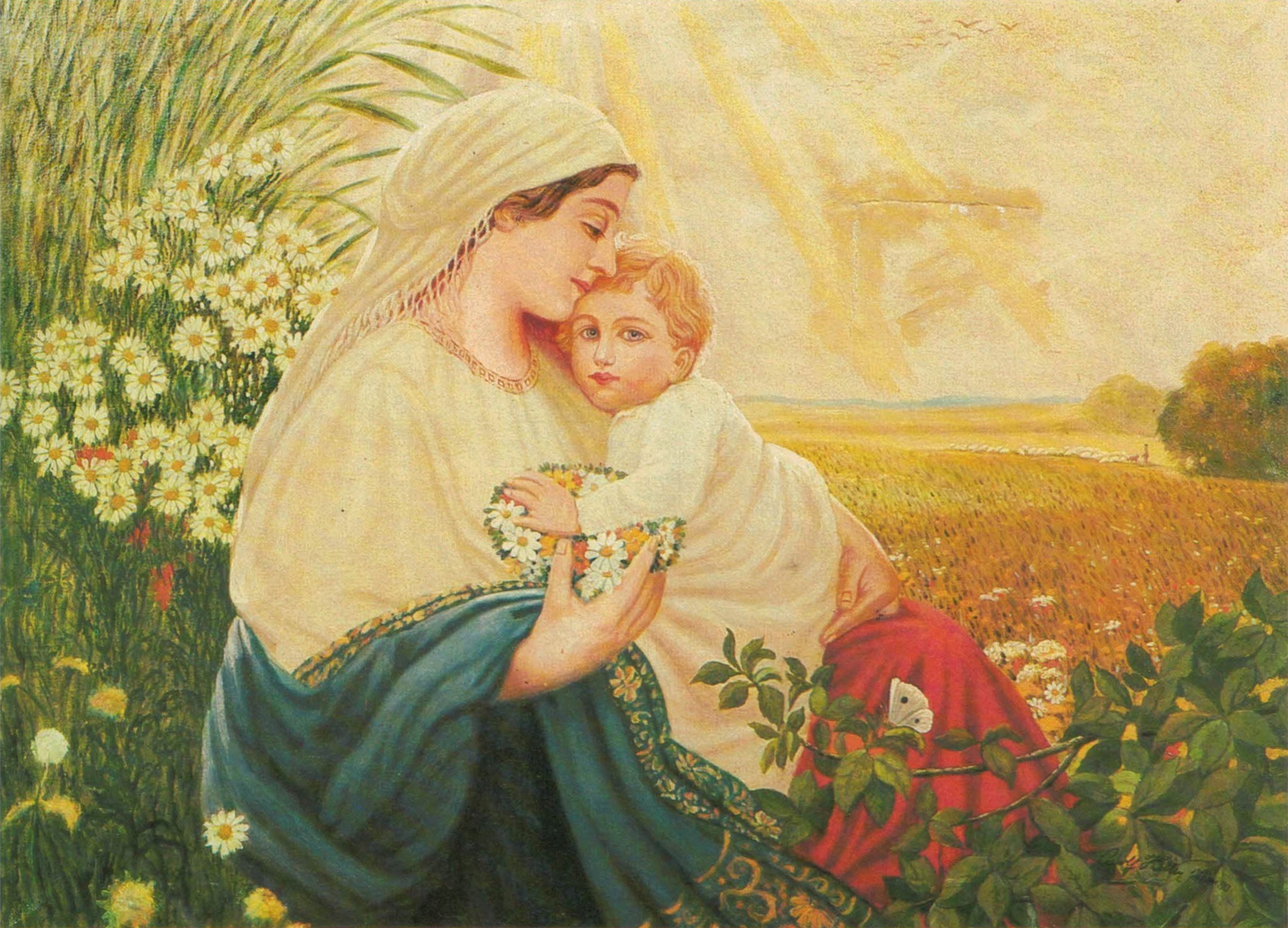
Quadro dipinto da Hitler nel 1913 raffigurante Maria e Gesù bambino

Dal 1908 al 1913 Hitler colorò cartoline, affrescò facciate di case per vivere e dipinse il suo primo autoritratto nel 1910, a 21 anni. Questo dipinto, insieme con altri dodici suoi, fu scoperto dal sergente maggiore Willie J. McKenna nel 1945 a Essen, in Germania.
Samuel Morgenstern, un uomo d'affari austriaco e partner commerciale del giovane Hitler nel suo periodo viennese, acquistò molti suoi dipinti. Secondo lui, Hitler venne da lui per la prima volta all'inizio degli anni dieci, sia nel 1911 sia nel 1912: quando entrò per la prima volta nel negozio di Morgenstern, che all'epoca faceva il vetraio, gli offrì tre delle sue realizzazioni. Il commerciante accettò l'offerta e incominciò a vendere i suoi dipinti, creando anche un archivio degli acquirenti: si poté così constatare che quasi tutti erano ebrei e uno di questi, l'avvocato Josef Feingold, comprò una serie di dipinti di Hitler raffigurante la vecchia Vienna.
Quando Hitler prese parte alla prima guerra mondiale (aveva 25 anni nel 1914) portò con sé le sue opere al fronte e nel tempo libero si dedicò alla pittura: queste sono le sue ultime opere realizzate prima di entrare in politica. I temi della sua pittura in tempo di guerra includevano case contadine e spogliatoi e, a differenza delle tele precedenti, furono caratterizzati da "flusso e sentimento". Non disegnò inoltre gli schizzi a inchiostro: nel 1915 ad esempio effigiò alcuni militari del suo reggimento che avanzavano su una strada fangosa nelle Fiandre (in tale occasione, Hitler inserì anche se stesso nel disegno).

## Analisi critica
Il 28 marzo 1938, due anni dopo che l'amico Heinrich Hoffmann aveva pubblicato un'edizione critica dei suoi acquerelli, l'ormai Führer proibì ufficialmente qualsiasi pubblicizzazione delle sue opere. Il "mercato nero" tuttavia proseguì, ed ancora nel 1944 era possibile vendere e comprare un dipinto hitleriano per 10.000 marchi dell'epoca: quando lo seppe, il dittatore esclamò «Queste cose non dovrebbero costare più di 150 o 200 marchi nemmeno oggi, pagarle di più è una follia».
La maggioranza degli esperti ritiene che le doti artistiche del Führer fossero scarse e che, ad esempio, non eseguisse quasi mai ritratti o rappresentazioni di persone o animali perché non ne era capace. I suoi quadri raffiguravano tendenzialmente oggetti architettonici come luoghi deserti, palazzi e case coloniche: durante la seconda guerra mondiale, il dittatore prese l'abitudine di dipingere acquerelli che avevano come tema edifici distrutti dai bombardamenti.
Tuttavia alcuni critici non concordano con questa analisi, ad esempio Frederic Spotts scrisse che egli "aveva un briciolo di talento". Secondo uno studio dal titolo Gli acquarelli di Hitler: Opere d'arte recuperate - Omaggio a Rodolfo Siviero preparato dai Fratelli Alinari, gli acquerelli di Hitler dimostrano che egli fosse un pittore "triste".

## Valore economico
Una serie di dipinti hitleriani fu sequestrata dall'esercito americano alla fine della seconda guerra mondiale ed è ancora nelle mani del governo statunitense, che ha rifiutato di far esporre i quadri; altri erano invece detenuti da privati e nel 2000 un certo numero di essi cominciò a essere venduto all'asta. Nel 2009 la casa d'aste Mullock dello Shropshire vendette 15 quadri di Hitler per un totale di $ 120.000 mentre la Ludlow (sempre di Shropshire) cedette 13 opere per oltre € 100.000. Infine, in un'asta tenutasi in Slovacchia nel 2012 una singola tela fu comprata per $ 42.300.
Da gennaio 2016, trascorsi settanta anni dalla morte di Hitler, è possibile riprodurre liberamente i suoi quadri in quanto divenuti di pubblico dominio.

## Galleria d'immagini

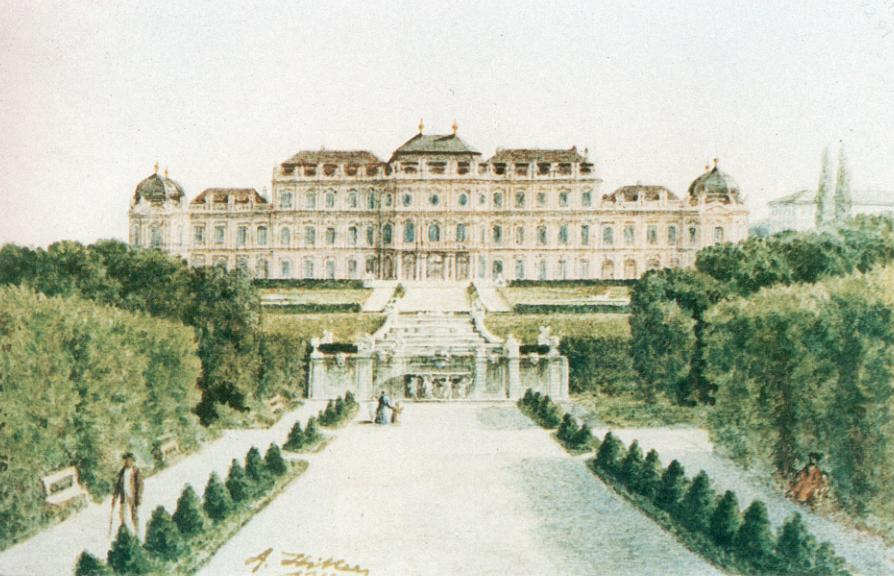
Il Belvedere
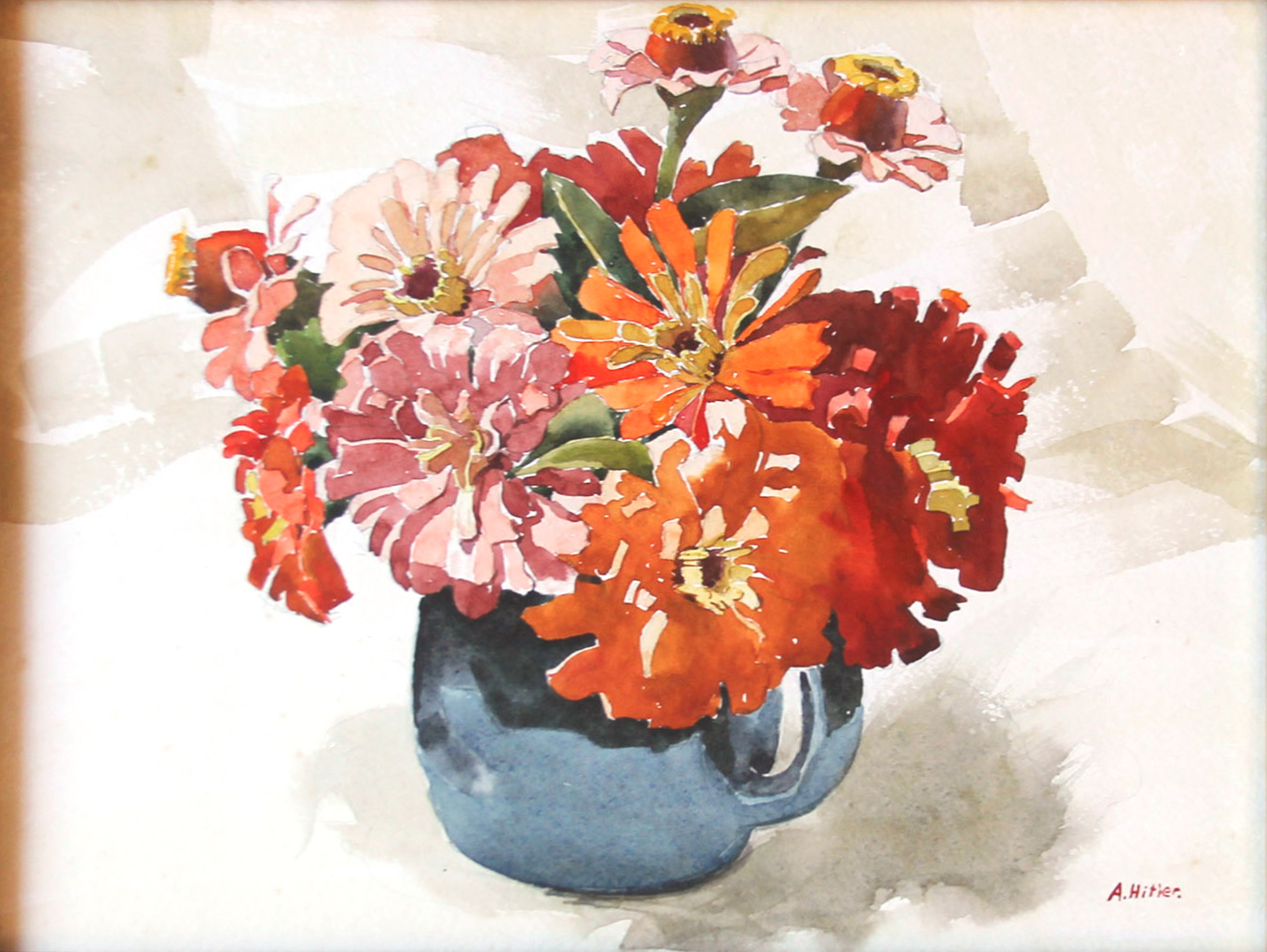
Vaso blu con fiori (intorno al 1912)
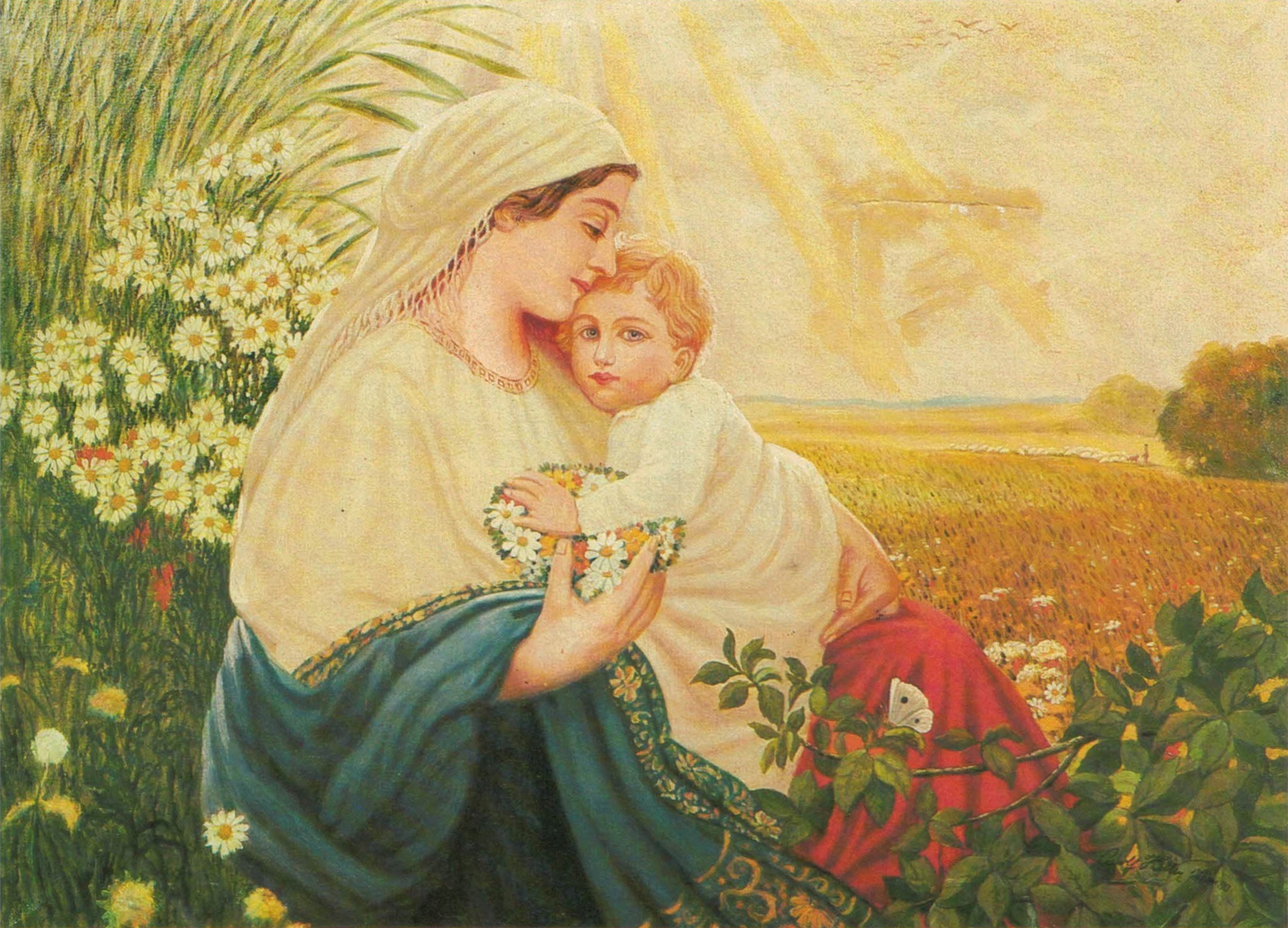
Maria e Gesù (1913)
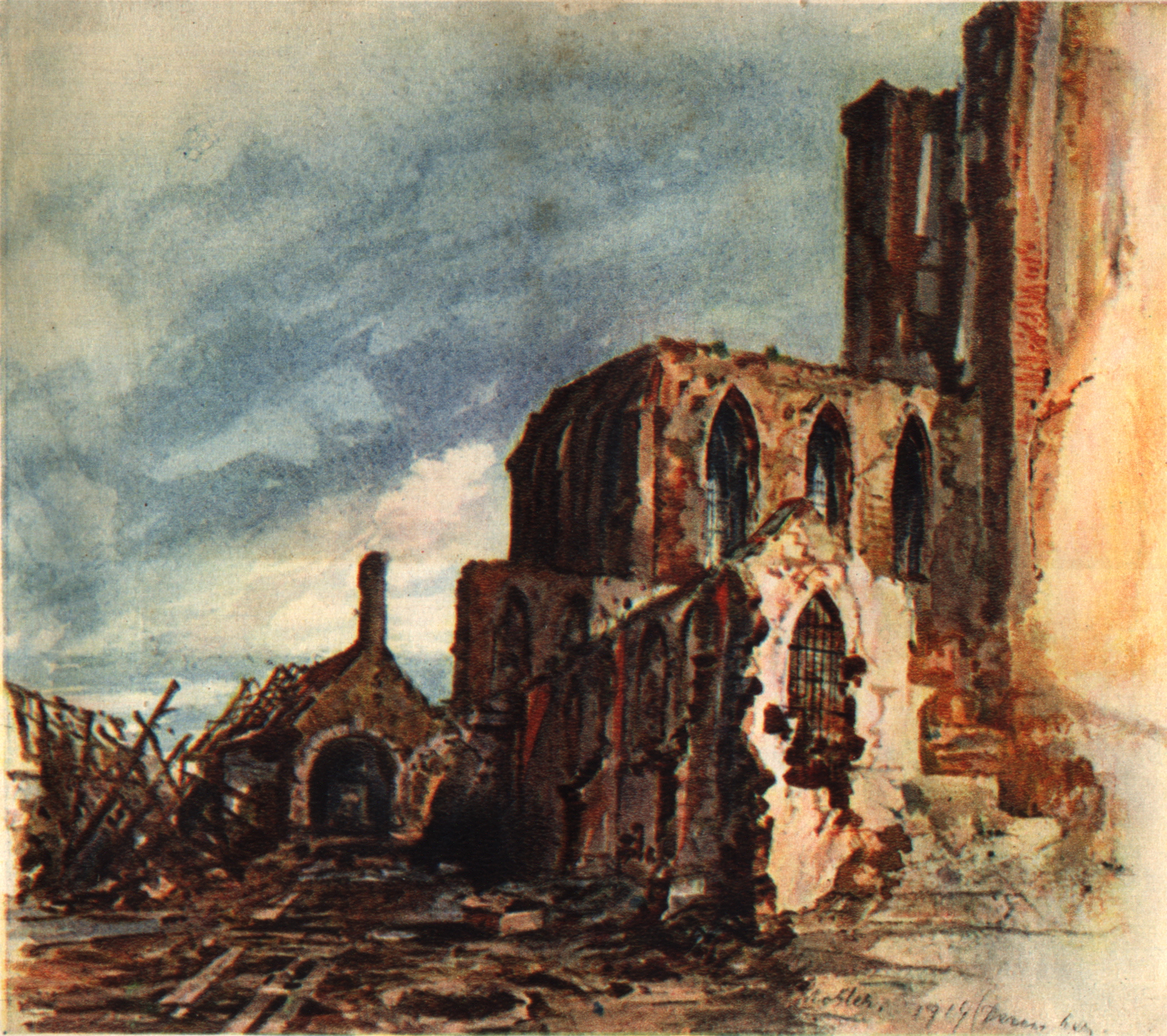
Rovine di un chiostro a Mesen (1914)
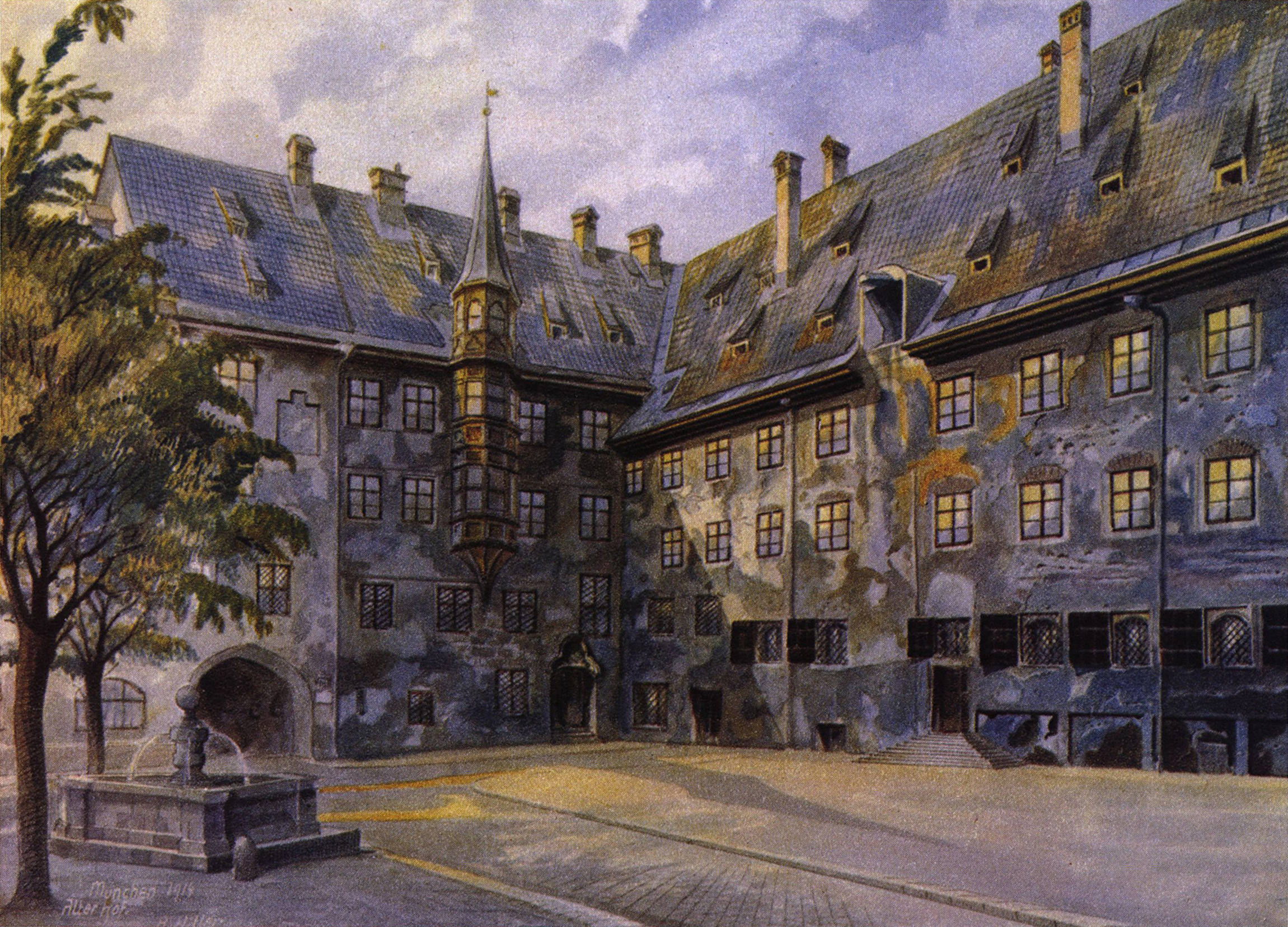
Il cortile della vecchia residenza di Monaco (1914)
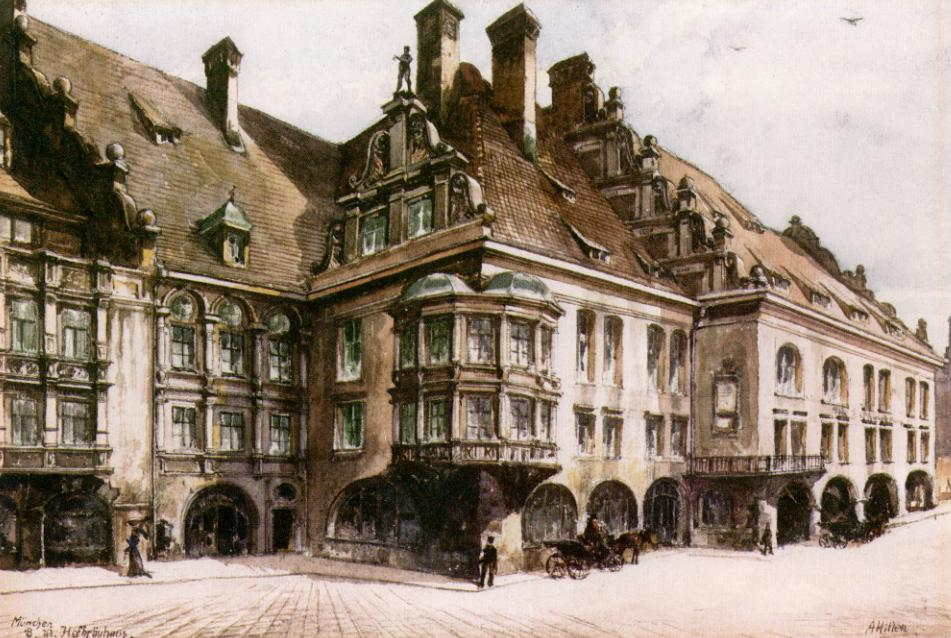
La birreria Hofbräuhaus a Monaco di Baviera